# Лягушкоротый зимородок
Лягушкоротый зимородок (лат. Dacelo rex) — вид птиц семейства зимородковые (Alcedinidae). Подвидов не выделяют.

## Описание
Это крупный, примерно 33 см длиной, темно-коричневый лесной зимородок с тяжелым, коротким и широким клювом, который делает его уникальным среди зимородков. Голова темно-окрашена, позади глаза расположена рыжая полоска, у него белое горло, на шее рыжий ошейник, такого же рыжего цвета и нижняя часть тела. Надхвостье и кроющие хвоста ярко-синие, радужка коричневая, клюв коричнево-черный с более бледным подклювьем (весь клюв часто кажется коричневым из-за земли), ноги бледные. Оба пола сходны по внешнему виду, но легко узнаваемы по цвету хвоста. Самец имеет тёмно-голубоватый хвост, в то время как у самок он рыжий. Наряд неполовозрелых птиц напоминает окраску самок с чешуйчатым рисунком оперения.
Лягушкоротый зимородок — эндемик Новой Гвинеи. Он обитает преимущественно в горных лесах. Но встречается от уровня моря до высоты 2400 м над уровнем моря. Он кормится на влажной почве или в грязи. Рацион состоит главным образом из дождевых червей, улиток, жуков, ящериц и насекомых. Они очень осторожны и их редко видят. Вполне возможно, что он ведёт частично сумеречный образ жизни.
Хотя этот вид встречается редко, он широко распространён на большей части острова Новой Гвинеи. Лягушкоротый зимородок оценивается в Красном списке МСОП как не находящихся под угрозой исчезновения.